# Pontius Furius Pontianus
Pontius Furius (?) Pontianus war Statthalter von Niedermösien von Juni/August 217 bis November/Dezember desselben Jahres und vermutlich anschließend Statthalter der römischen Provinz Pannonia inferior (Niederpannonien).
In Moesia inferior (Niedermösien) löste Pontianus Marcus Statius Longinus ab, der für den neuen Kaiser Macrinus offenbar zu feste Bindungen an den ermordeten Caracalla hatte. Pontianus ist dort auf Münzen mit der Namensform P. Fu. Pontianus bezeugt. Er war siegreich gegen die Stämme jenseits der Donau. Die Früchte diese Sieges fielen jedoch seinem Nachfolger Marcius Claudius Agrippa zu. Pontianus löste derweil vermutlich den niederpannonischen Statthalter Aelius Decius Triccianus ab, wenn er mit dem dort als Statthalter bezeugten Pontius Pontianus zu identifizieren ist. Auch dort war er offenbar militärisch erfolgreich und überlebte so auch den Sturz des Macrinus. Unter Elagabal ist er weiterhin bezeugt, jedoch gibt es keine Informationen über seinen weiteren Lebensweg.
Das zweite Gentiliz ist eventuell als Fuscus zu ergänzen, wenn der Statthalter identisch ist mit Pontius Fuscus Pontianus, der 227 n. Chr. in Lavinium wohl als Curator rei publicae bezeugt ist.